# Augusta Sofia di Hannover
Augusta Sofia di Hannover (Buckingham Palace, 8 novembre 1768 – Clarence House, 22 settembre 1840) fu un membro della famiglia reale britannica, seconda figlia di re Giorgio III del Regno Unito e di sua moglie, la regina Carlotta. Fu una principessa del Regno Unito e principessa di Hannover.

## Biografia

### Infanzia e gioventù
La principessa Augusta Sofia nacque a Buckingham Palace, a St. James's Park, a Londra, come sesta figlia (e seconda femmina) di re Giorgio III (1738-1820) e della moglie, nata principessa Carlotta di Meclemburgo Strelitz. Sua madre tendeva a riparare le figlie dal mondo esterno, così Augusta Sofia fu costretta a diventare una compagna della madre, che morì un mese prima del cinquantesimo compleanno della principessa; per questa ragione essa non si sposò mai e non ebbe discendenza.

### Vita matura
Secondo un volantino conservato presso i V&A Archives, la principessa Augusta Sofia fu una dei patroni del circo delle pulci di L. Bertolotto.
Ella morì il 22 settembre 1840 a Clarence House ed il 2 ottobre venne sepolta nella cappella di San Giorgio, nel castello di Windsor, dopo essere rimasta esposta a Frogmore.

## Titoli nobiliari e stemma

Il monogramma personale della principessa Augusta Sofia.

### Titoli
- 8 novembre 1768 – 22 settembre 1840: Sua Altezza Reale La Principessa Augusta Sofia

### Stemma
A partire dal 1789, in quanto figlia del sovrano, Augusta Sofia poté fregiarsi dello stemma del regno, differenziato mediante un nastro d'argento a tre punte, la centrale con una rosa rossa e le due esterne recanti un ermellino.

## Antenati
|                                                 |                                            |                                               | Genitori                                         |  |  | Nonni |  |  | Bisnonni                 |  |  | Trisnonni               |  |
|                                                 |                                            |                                               |                                                  |  |  |       |  |  | Giorgio II d'Inghilterra |  |  | Giorgio I d'Inghilterra |  |
|                                                 |                                            |                                               |                                                  |  |  |       |  |  | Giorgio II d'Inghilterra |  |  | Giorgio I d'Inghilterra |  |
|                                                 |                                            | Sofia Dorotea di Celle                        |                                                  |  |  |       |  |  | Giorgio II d'Inghilterra |  |  |                         |  |
| Federico di Hannover                            |                                            |                                               |                                                  |  |  |       |  |  | Giorgio II d'Inghilterra |  |  |                         |  |
|                                                 |                                            | Carolina di Brandeburgo-Ansbach               | Giovanni Federico di Brandeburgo-Ansbach         |  |  |       |  |  |                          |  |  |                         |  |
|                                                 |                                            | Carolina di Brandeburgo-Ansbach               | Giovanni Federico di Brandeburgo-Ansbach         |  |  |       |  |  |                          |  |  |                         |  |
|                                                 |                                            | Carolina di Brandeburgo-Ansbach               | Eleonora Erdmuthe di Sassonia-Eisenach           |  |  |       |  |  |                          |  |  |                         |  |
| Giorgio III d'Inghilterra                       |                                            | Carolina di Brandeburgo-Ansbach               |                                                  |  |  |       |  |  |                          |  |  |                         |  |
|                                                 |                                            | Federico II di Sassonia-Gotha-Altenburg       | Federico I di Sassonia-Gotha-Altenburg           |  |  |       |  |  |                          |  |  |                         |  |
|                                                 |                                            | Federico II di Sassonia-Gotha-Altenburg       | Federico I di Sassonia-Gotha-Altenburg           |  |  |       |  |  |                          |  |  |                         |  |
|                                                 |                                            | Federico II di Sassonia-Gotha-Altenburg       | Maddalena Sibilla di Sassonia-Weissenfels        |  |  |       |  |  |                          |  |  |                         |  |
| Augusta di Sassonia-Gotha-Altenburg             |                                            | Federico II di Sassonia-Gotha-Altenburg       |                                                  |  |  |       |  |  |                          |  |  |                         |  |
|                                                 |                                            | Maddalena Augusta di Anhalt-Zerbst            | Carlo Guglielmo di Anhalt-Zerbst                 |  |  |       |  |  |                          |  |  |                         |  |
|                                                 |                                            | Maddalena Augusta di Anhalt-Zerbst            | Carlo Guglielmo di Anhalt-Zerbst                 |  |  |       |  |  |                          |  |  |                         |  |
|                                                 |                                            | Maddalena Augusta di Anhalt-Zerbst            | Sofia di Sassonia-Weissenfels                    |  |  |       |  |  |                          |  |  |                         |  |
| Augusta Sofia di Hannover                       |                                            | Maddalena Augusta di Anhalt-Zerbst            |                                                  |  |  |       |  |  |                          |  |  |                         |  |
|                                                 | Adolfo Federico II di Meclemburgo-Strelitz | Adolfo Federico I di Meclemburgo-Schwerin     |                                                  |  |  |       |  |  |                          |  |  |                         |  |
|                                                 | Adolfo Federico II di Meclemburgo-Strelitz | Adolfo Federico I di Meclemburgo-Schwerin     |                                                  |  |  |       |  |  |                          |  |  |                         |  |
|                                                 | Adolfo Federico II di Meclemburgo-Strelitz | Maria Caterina di Brunswick-Wolfenbüttel      |                                                  |  |  |       |  |  |                          |  |  |                         |  |
| Carlo Ludovico Federico di Meclemburgo-Strelitz | Adolfo Federico II di Meclemburgo-Strelitz |                                               |                                                  |  |  |       |  |  |                          |  |  |                         |  |
|                                                 |                                            | Cristiana Emilia di Schwarzburg-Sondershausen | Cristiano Guglielmo di Schwarzburg-Sondershausen |  |  |       |  |  |                          |  |  |                         |  |
|                                                 |                                            | Cristiana Emilia di Schwarzburg-Sondershausen | Cristiano Guglielmo di Schwarzburg-Sondershausen |  |  |       |  |  |                          |  |  |                         |  |
|                                                 |                                            | Cristiana Emilia di Schwarzburg-Sondershausen | Antonia Sibilla di Barby-Muhlingen               |  |  |       |  |  |                          |  |  |                         |  |
| Carlotta di Meclemburgo-Strelitz                |                                            | Cristiana Emilia di Schwarzburg-Sondershausen |                                                  |  |  |       |  |  |                          |  |  |                         |  |
|                                                 |                                            | Ernesto Federico I di Sassonia-Hildburghausen | Ernesto di Sassonia-Hildburghausen               |  |  |       |  |  |                          |  |  |                         |  |
|                                                 |                                            | Ernesto Federico I di Sassonia-Hildburghausen | Ernesto di Sassonia-Hildburghausen               |  |  |       |  |  |                          |  |  |                         |  |
|                                                 |                                            | Ernesto Federico I di Sassonia-Hildburghausen | Sofia Enrichetta di Waldeck                      |  |  |       |  |  |                          |  |  |                         |  |
| Elisabetta Albertina di Sassonia-Hildburghausen |                                            | Ernesto Federico I di Sassonia-Hildburghausen |                                                  |  |  |       |  |  |                          |  |  |                         |  |
|                                                 |                                            | Sofia Albertina di Erbach-Erbach              | Giorgio I di Erbach-Erbach                       |  |  |       |  |  |                          |  |  |                         |  |
|                                                 |                                            | Sofia Albertina di Erbach-Erbach              | Giorgio I di Erbach-Erbach                       |  |  |       |  |  |                          |  |  |                         |  |
|                                                 |                                            | Sofia Albertina di Erbach-Erbach              | Amalia Caterina di Waldeck-Eisenberg             |  |  |       |  |  |                          |  |  |                         |  |
|                                                 |                                            | Sofia Albertina di Erbach-Erbach              |                                                  |  |  |       |  |  |                          |  |  |                         |  |